# Lena Nordholm
Lena Anita Nordholm, född 1944, är en svensk professor och ämbetsman. Hon var rektor för Högskolan i Borås 2006–2011. Som rektor var Nordholm särskilt engagerad för att Högskolan i Borås skulle få status som professionsuniversitet. 
Nordholm disputerade i psykologi 1972 vid University of Maryland, USA, med avhandlingen Group pressures and individual characteristics in the prediction of conformity behavior. Hon kom att inrikta sig på att forska och undervisa i hälsovetenskap och arbetade först i över ett decennium i Australien innan hon 1988 knöts till Göteborgs universitet. 1994 utnämndes hon till docent och 2002 till professor. 2001 kom hon till Högskolan i Borås, först som prorektor och från 2006 till 2011 som rektor. Lena Nordholm blev medicine hedersdoktor vid Göteborgs universitet 2007.